# Nellie Weekes
Nellie Weekes (Saint Michael, 26 de agosto de 1896 – Bridgetown, 11 de maio de 1990) foi uma enfermeira, parteira e ativista política barbadense ativa na campanha pelos direitos das mulheres. Em campanha por melhores salários e trabalhando em projetos de bem-estar social, ela se voltou para a política na década de 1940, época em que a maioria das mulheres não eram politicamente ativas em Barbados. Embora ela tenha concorrido sem sucesso a um assento na Assembleia três vezes na década de 1940, ela foi eleita para a sacristia de Christ Church, servindo lá por muitos anos.

## Início de vida
Muriel Odessa "Nellie" Weekes (nascida Walcott) nasceu em 26 de agosto de 1896 na paróquia de Saint Michael da colônia de Barbados, nas Índias Ocidentais Britânicas. Seus pais eram donos de uma mercearia. Weekes tinha doze irmãos e frequentou a Belmont Girls' School. Após terminar o ensino médio na Lynch's Secondary School, ela estudou enfermagem enquanto trabalhava no Old Barbados General Hospital e era parteira na St. Michael's Almshouse.

## Carreira e ativismo
Weekes trabalhou como enfermeira e parteira. Com o objetivo de aprimorar o atendimento à comunidade, ela fundou escolas femininas de enfermagem e culinária. Ela também era ativa no Coral de Animação de Doentes e Incapacitados, uma organização fundada por Harold Rock que usava musicoterapia para alegrar pacientes confinados em orfanatos, hospitais, em casa ou na prisão. Participando de muitos projetos em prol do bem-estar social, ela fez campanha por melhores salários para enfermeiros e professores. Weekes casou-se com Charles Nathaniel Weekes, veterano da Primeira Guerra Mundial e hoteleiro, com quem operava alguns hotéis locais e uma empresa de catering.
Após décadas trabalhando no catering e como enfermeira, Weekes reconheceu que se o status das mulheres na sociedade deveria ser melhorado, elas teriam que se envolver na política. Embora fosse muito criticada pela sua crença declarada na igualdade, ela concorreu a um assento na Assembleia representando Saint George em 1942. Sem sucesso, ela concorreu novamente a um cargo público em 1944 como representante da cidade de Bridgetown.
Naquele ano o direito ao voto foi concedido às mulheres, que também podiam concorrer às eleições se preenchessem os requisitos de moradia e tivessem renda de no mínimo vinte libras por ano. Em seu comício de 13 de outubro todas as oradoras eram mulheres, mas Weekes foi novamente derrotada. Ela contestou mas perdeu a corrida pelo assento em Saint George novamente em 1946. No entanto, conseguiu se eleger para a sacristia de Christ Church em 1958. Em 1959, ela tornou-se fundadora e serviu como a primeira vice-presidente da Liga Feminina do Partido Trabalhista de Barbados.
Enquanto servia em Christ Church, Weekes levantou questões como salário mínimo, maiores salários para funcionários como bombeiros, enfermeiros, policiais, carteiros e professores; estabelecimento de serviços públicos e medidas para exigir que o governo forneça refeições adequadas e nutritivas para pessoas que estavam sob os cuidados do governo. Ela também defendeu o ensino de história africana. Weekes também era ativa na Aliança Feminina de Barbados e defendeu que julgamentos de estupro fossem realizados em câmaras privadas, oportunidades iguais na educação de meninas e treinamento adequado sobre planejamento familiar. Ela permaneceu ativa na militância sobre questões sociais até o início da década de 1980, quando teve que amputar as duas pernas.

## Morte
Weekes morreu em 11 de maio de 1990 em Bridgetown, Barbados. Ela é lembrada como uma pioneira na luta pelos direitos da mulher no país.